# جشمة خليل (خسرو أباد)
جشمة خلیل (بالفارسية: چشمه خلیل) هي قرية تقع في إيران في قسم خسرو أباد الريفي. يقدر عدد سكانها بـ 56 نسمة .